# Exotický pokrm
Cizokrajné a exotické pokrmy jsou neobvyklá jídla. Exotickými nazýváme ty pokrmy, které pocházejí z jiných kultur a proto jsou považovány za neobyčejné.

## Obecně
Tradiční potraviny každého kraje se liší v důsledku geografické polohy, člověk by měl mít zajištěnou bohatou stravu, jednotvárné se musí vyvarovat, proto je lidská strava velmi bohatá. Člověk je z biologického nejspíš hlediska všežravec, může proto zužitkovat různé potraviny.

## Omezení
V české kultuře jsou neobvyklá jídla jako hmyz, měkkýši, obojživelníci, plazi. Dále jsou to domácí zvířata jako psi, kočky a koně. Naproti tomu v Asii by se na stůl nikdy nedostal králík či zajíc. Také zpěvaví ptáci se v Česku normálně nejí. Dále jsou vyloučeny zvířata, u kterých jsou kulturní nebo morální rozpaky je zkonzumovat.

## Bílkoviny
V Česku je neobvyklé jíst hmyz, ale v mnoha oblastech, především v Jihovýchodní Asii je hmyz (např. kobylka) důležitým zdrojem bílkovin.

## Vitamíny
Inuité konzumují syrové ryby, jen tak mohou získat dostatečně mnoho vitamínů (např. vitamín A).

## Evropská strava z pohledu jiné kultury
V Česku obvyklé rozšířené potraviny mohou být v jiných kulturách nepřijatelné. Například pro téměř všechny muslimy je a v muslimském prostředí zakázána konzumace vepřového masa a tento zvyk je přísně dodržován. Dále je v jiných kulturách nepochopitelná konzumace potravin uměle naočkovaných mikroorganismy, tedy z jejich pohledu zkažených a plesnivých. K tomu se počítají především různé mléčné výrobky, sýry, tvaroh, jogurt, ale i kyselé zelí. Alkoholické kvašení k přípravě alkoholických nápojů je známé v mnoha kulturách. Jejich požívání je však často zakázáno či rituálně omezeno. V Indii je hovězí dobytek posvátný a tedy v rozporu s našimi zvyky.

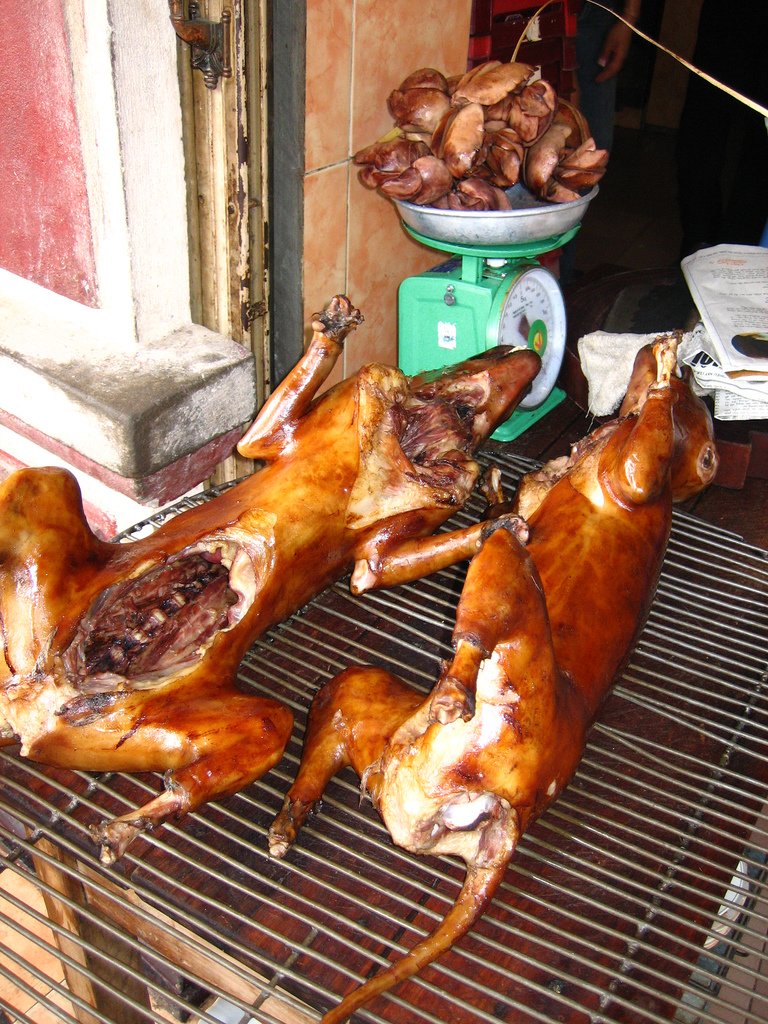
Psí maso

V Česku nejsou například zcela běžné tyto typy stravování:
- Vegetariánství
- Veganství
- Konzumace jen syrových potravin

## Seznam exotických pokrmů podle zemí původu
- V mnoha částech Afriky a Asie je běžná konzumace hmyzu
- V Kambodži: smažení pavouci
- V Thajsku: smažené včely, roztlučené žáby na čili (Goi)
- Ve Francii: šneci a žáby (v Jižní Africe by toto bylo nemyslitelné, tyto zvířata jsou zde považována za ďáblova zvířata)
- V Itálii: drobní zpěvní ptáci, sardinský červivý sýr casu marzu

- V Číně, Vietnamu a Koreji: psí maso
- V Jihovýchodní Asii: polévka z vlaštovčích hnízd
- V Číně: jsou sýry extrémně exotické, protože zde platí, že je to „shnilé“ mléko
- V mnoha zemích, např. v Řecku nebo Kazachstánu jsou zvířecí oči (např. ovčí) nabízeny hostovi jako čestné sousto, nebo je na stůl dávána celá zvířecí hlava
- V Asii, zejména v Japonsku je rozšířeno pojídání syrových mořských produktů. Fugu, maso z čtverzubce může vést při špatné přípravě ke smrtelným otravám. Příčinou je jed Tetrodotoxin, který se především vyskytuje ve vnitřnostech ryby.